# 정연승
정연승은 대한민국의 세미클래식 작곡가 겸 싱어송라이터이다. 상트페테르부르크 음악원 출신이며, 과거 Miki라는 예명으로 뉴에이지 아티스트로 활동했다.

## 발매 앨범
- Cross# [연주소품집]
- Wintessay [정규]
- 회자정리 거자필반 [EP]
- 얼음공주 (Snegurochka) [싱글]
- 봄랄라 [싱글]
- Incorrect [연주소품집]

## 참여 앨범
- 레인보우 로즈 OST
- Ten Years After : Pastel Music 10th Anniversary